# Horst Ludwig Wullstein
Horst Ludwig Wullstein (* 24. Juni 1906 in Halle (Sachsen-Anhalt); † 24. Januar 1987 in Würzburg) war ein deutscher Arzt für Hals-, Nasen- und Ohrenerkrankungen, Klinikdirektor und Hochschullehrer.

## Leben und Wirken
Horst Ludwig Wullstein war der Sohn des Chirurgen und Hochschullehrers Ludwig Louis Wullstein (1864–1930). Bevor Wullstein im Jahre 1925 mit seinem Medizinstudium begann, war er für einige Zeit am Hochofen im Bergbau tätig. Bis zum Jahre 1930 studierte er Medizin – zunächst in München, dann in Freiburg, Wien, Düsseldorf und Hamburg. Seit 1926 war er Mitglied des Corps Franconia München.
Wullstein arbeitete unter Johannes Zange in Jena, wo er sich im Jahre 1935 habilitieren konnte. Es folgte eine weitere Tätigkeit in München unter Max Nadoleczny. Im August 1936 veröffentlichte Wullstein aus dem Physiologischen Institut der Universität Berlin unter der Leitung von Ernst Wilhelm Theodor Trendelenburg eine Untersuchung über Der Bewegungsvorgang an den Stimmlippen während der Stimmgebung, welche er mit einer Photozelle durchführte. Während des Zweiten Weltkrieges war er von 1941 bis 1943 als Militärarzt tätig. In dieser Zeit praktizierte er als HNO-Arzt der Reichsuniversität Straßburg unter dem Dekanat von Johannes Stein, der die medizinische Fakultät leitete.
Nach seiner Entlassung aus der französischen Kriegsgefangenschaft im Jahre 1947 begann er zunächst in Siegen am dortigen evangelischen Jung-Stilling-Krankenhaus (benannt nach dem Augenarzt und Schriftsteller Johann Heinrich Jung-Stilling) eine HNO-Abteilung aufzubauen. Er beschäftigte sich dort mit der operativen Behandlung der Otosklerose. 1949 heiratete Wullstein in Olpe/Westfalen die verwitwete Ärztin Antonie Sommer geb. Wüst (1903–1963), die drei Söhne mit in die Ehe brachte.
Er brachte dort seine Straßburger Erfahrungen ein, welche er in oberärztlicher Tätigkeit bei Theodor Nühsmann sammeln konnte. Ab dem Jahre 1949 setzte er die mikrochirurgische Technik in der Mittelohr-Chirurgie ein.
Im Jahre 1955 erhielt Wullstein einen Ruf auf das Ordinariat für die Hals-, Nasen- und Ohrenheilkunde in Würzburg, wo er bis 1975 die HNO-Klinik leitete. Dort beschäftigte er sich weiter mit der chirurgischen Otosklerosetherapie und der Tympanoplastik. In der Zeit von 1962 bis 1963 war Wullstein Dekan der Würzburger Medizinischen Fakultät. Er war Mitbegründer der Zeitschrift für Audiologie, die erstmals 1962 erschien.
Einer seiner Schüler war u. a. der seit dem Jahre 1955 in Würzburg tätige Oberarzt und spätere Hochschullehrer Hans-Heinz Naumann (1919–2001).
Nach dem Tod seiner ersten Ehefrau (Mai 1963) lernte er in Würzburg seine spätere Ehefrau Sabina Wullstein kennen, die als Assistentin bei ihm tätig war. Zusammen entwickelten sie neue operative Verfahren in der Hals-Nasen-Ohrenheilkunde. Sie habilitierte sich 1975 und wurde ab dem Jahre 1984 Professorin im Würzburger Kopfklinikum. Für dieses neue Klinikkonzept setzen sich beide intensiv ein und wirkten auch an der konzeptionellen Entwicklung des Kopfklinikums maßgeblich mit. In diesem Konzept sollen die medizinischen Fachgebiete aus HNO- und Augenheilkunde, Neurochirurgie, Neuroradiologie und Neurologie nicht nur wissenschaftlich, sondern auch in der Versorgung der Patienten durch eine interdisziplinäre Kooperation zusammenarbeiten. Man begann mit den ersten Bauarbeiten im Jahre 1964, die HNO- und Augenklinik kam im Jahre 1973 hinzu, gefolgt von der Neurochirurgie und der Neurologischen Klinik. Ferner warben sie für den Erwerb des Hubland-Areals für den Ausbau der Würzburger Universität. Horst Wullstein hatte bereits 1962 von ihm erworbene, als Wohnflächen für spätere Klinikmitarbeiter gedachte Grundstücke im Bereich des Hublands zum Einstandspreis zur Verfügung gestellt.
Horst Wullstein wurde im Jahre 1975 emeritiert. Sein Nachfolger wurde Walter Kley (1921–1995). In der Folge errichteten Wullstein und seine Frau in Würzburg eine Privatklinik an der Straße  Oberer Neubergweg 10 a im Stadtteil Frauenland, heute Sitz des Instituts für Geschichte der Medizin der Universität Würzburg.

## Verdienste
Bezüglich der Tympanoplastik schuf Wullstein, anhand der pathologischen Gegebenheiten, eine Kategorisierung mit insgesamt fünf Grundtechniken zur Wiederherstellung der Gehörknöchelchenkette bzw. des Trommelfeldeffektes:
- Typ I – Myringoplastik (Trommelfellplastik)
Hier liegt lediglich ein Trommelfelldefekt vor während die Gehörknöchelchenkette intakt und schwingungsfähig ist. Es wird lediglich der Trommelfelldefekt gedeckt oder verschlossen und eine Verbindung zu dem Gehörknöchelchen hergestellt.
- Typ II – Ossikuloplastik
Hier ist schon ein Teil der Gehörknöchelchenkette (Hammer, Amboss, der Steigbügel aber noch intakt) defekt, die insuffizienten Teile werden operativ ersetzt oder eine Überbrückung der nicht vorhandenen Teile vorgenommen.
- Typ III
Hier liegt ein völliger defekt Übertragungskette und ist somit nicht mehr funktionsfähig. Die Operation sorgt, etwa durch ein eingesetztes Transplantat für eine direkte Schallübertragung vom Trommelfell auf das Innenohr.[13]
- Typ IV
Die Schalldruckübertragung erfolgt ohne die Gehörknöchelchenkette.
- Typ V
Fensterungsoperation: Trommelfell und Steigbügel werden bei dieser Methode miteinander verbunden.[14]

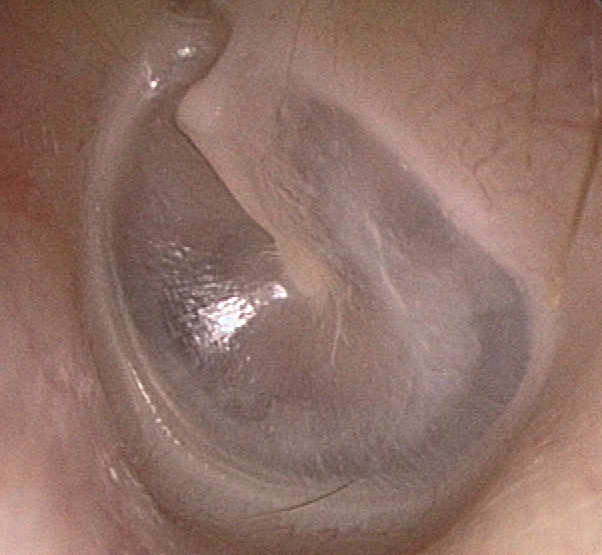
Unauffälliges Trommelfell

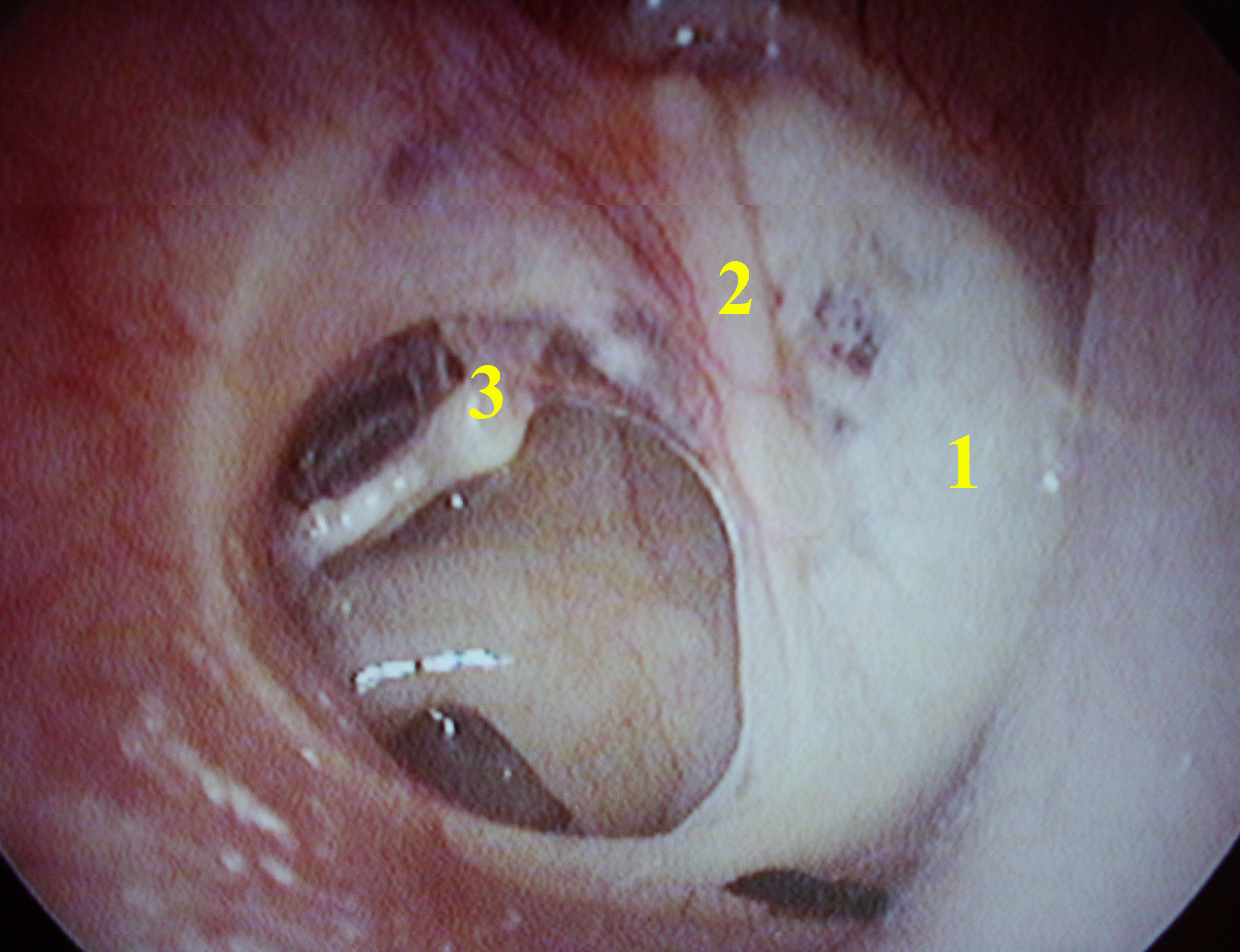
Beispiel eines Trommelfelldefektes

Zusammen mit der Firma Carl Zeiss, dem Physiker Hans Littmann (1907–1991) und später dem Ophthalmologen Heinrich Harms entwickelte Wullstein 1953 das Operationsmikroskop OPMI 1. Wullstein war unzufrieden mit den damals eingesetzten, starren Dissektionsmikroskopen, das Operationsmikroskop OPMI 1® war deutlich beweglicher. Das Operationsmikroskop OPMI 1 von 1953 war auf einem Ständer montiert und mit einem Dreharm ausgestattet. Es wies eine 10-fache Vergrößerung auf. Er stellte die Neuerung im Jahre 1953 auf dem 5th International Congress of Oto-Rhino-Laryngology Amsterdam vor.

## Ehrungen
- 1953 Mitglied der Deutschen Akademie der Naturforscher Leopoldina.
- 1955 Mitglied der Deutschen Akademie der Wissenschaften zu Berlin.
- 1995 Benennung der Wullstein-Forschungsstelle für deutsche Medizinliteratur des Mittelalters

## Veröffentlichungen (Auswahl)
- The beginning of oto-rhino-laryngology in Würzburg during the 19th century. In: Acta oto-laryng. Band 59, (Stockholm) 1965, S. 99–102.
- Operationen zur Verbesserung des Gehöres. Thieme, Stuttgart 1988.
- Anzeige und Ausführung der Eingriffe an Ohr, Nase und Hals. Thieme, Stuttgart 1952.
- Tagebuch. 15.7.1941-8.1.1943. Stürtz, Würzburg 1990.
- Tympanoplastik. Osteoplastische Epitympanotomie. Zusammen mit Sabina Regina. Georg Thieme Verlag, Stuttgart / New York 1997, ISBN 3-13-667201-1.
- Der Bewegungsvorgang an den Stimmlippen während der Stimmgebung. In: Archiv für Ohren-, Nasen- und Kehlkopfheilkunde. 1937, Volume 142, Issue 2, S. 119–138.
- Die Klinik der Labyrinthis und Paralabyrinthis: auf Grund des Röntgenbefundes. Thieme, 1948.
- Theory and practice of tympanoplasty. In: Laryngoscope. (1956) 66, S. 1076–1093.